# PGC 2161009
LEDA/PGC 2161009 ist eine Galaxie im Sternbild Perseus am Nordsternhimmel. Sie ist schätzungsweise 1 Milliarde Lichtjahre von der Milchstraße entfernt und hat einen Durchmesser von etwa 110.000 Lichtjahren. Vom Sonnensystem aus entfernt sich das Objekt mit einer errechneten Radialgeschwindigkeit von näherungsweise 23.800 Kilometern pro Sekunde.

## Galaktisches Umfeld
| Nr. | Galaxie                 | Alternativname          | Rek          | Dek          | Distanz/asec |
| --- | ----------------------- | ----------------------- | ------------ | ------------ | ------------ |
| →   | LEDA/PGC 2161009        | 2MASX J02373997+4007350 | 02h37m40.00s | +40d07m34.8s | 0            |
| 1   | LEDA/PGC 2160327        | 2MASX J02373307+4005090 | 02h37m33.07s | +40d05m09.1s | 166.31       |
| 2   | LEDA/PGC 2162263        | 2MASX J02375036+4012152 | 02h37m50.36s | +40d12m15.2s | 304.80       |
| 3   | LEDA/PGC 2160077        | 2MASX J02381555+4004081 | 02h38m15.57s | +40d04m07.9s | 456.46       |
| 4   | LEDA/PGC 9959           | CGCG 539-061            | 02h37m40.21s | +40d16m48.9s | 554.93       |
| 5   | LEDA/PGC 2163644        | 2MASX J02375655+4017342 | 02h37m56.52s | +40d17m34.1s | 628.72       |
| 6   | LEDA/PGC 2162977        | 2MASX J02382115+4014561 | 02h38m21.17s | +40d14m56.4s | 645.05       |
| 7   | LEDA/PGC 2162442        | 2MASX J02383234+4012522 | 02h38m32.34s | +40d12m52.2s | 679.05       |
| 8   | LEDA/PGC 2162142        | 2MASX J02384177+4011502 | 02h38m41.78s | +40d11m49.9s | 752.20       |
| 9   | 2MASX J02375943+4019472 | 2MASS J02375940+4019469 | 02h37m59.42s | +40d19m46.9s | 765.96       |
| 10  | LEDA/PGC 2157753        | 2MASX J02370646+3955033 | 02h37m06.46s | +39d55m03.2s | 844.90       |